# 紗那郡
紗那郡（日语：／ Shana gun */?）為日本北海道根室振兴局下轄的郡，轄區為北方四島（南千島群島）的擇捉島中部區域。郡名源自阿伊努語的「san-nay」，意思是向海流去的河川。
但自1945年9月起南千島群島已被蘇聯佔領並治理，直到仍由繼承蘇聯的俄羅斯所治理；因此此郡現僅做為日本為主張南千島群島主權而設置的行政區劃，並無任何實際功能。

## 轄區
轄區包含1村：
- 紗那村

## 沿革

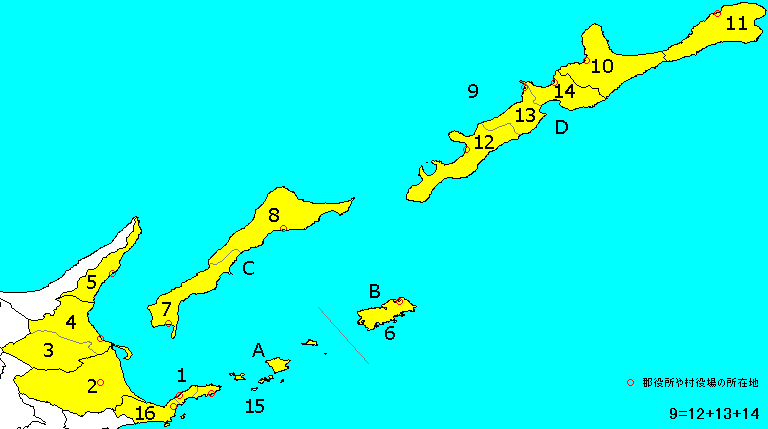
10（紗那村）和14（留別村）為最初紗那郡的轄區範圍，1923年後，留別村被併入擇捉郡

- 1869年8月15日：北海道設置11國86郡，千島國紗那郡成立。最初設有紗那村、有萌村、別飛村和留別村。
- 1897年11月：北海道實施支廳制，千島國紗那郡隸屬紗那支廳之管轄，此時紗那郡下轄紗那村、有萌村、別飛村和留別村。[2]（4村）
- 1903年12月：根室支廳與紗那支廳合併。
- 1923年4月1日：（1村）
  - 紗那村、有萌村、別飛村合併為紗那村，成為北海道二級村。
  - 留別村與擇捉郡丹根萌村、內保村、振別郡振別村、老門村合併為擇捉郡留別村，並脫離紗納郡之管轄。
- 1945年9月4日：轄區被蘇聯佔領。